# Harvey (filme)
Harvey é um filme estadunidense de 1950 do gênero comédia, dirigido por Henry Koster. O roteiro, escrito por Mary Chase, vencedora do Prêmio Pulitzer/Drama, foi baseado em sua própria peça homônima. Como coautores do roteiro para o filme aparecem Oscar Brodney e Myles Connolly (não creditado).

## Sinopse

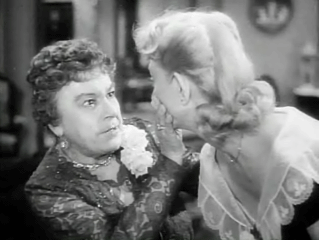
Veta e Myrtle

Elwood P. Dowd, um homem de meia-idade afável, com uma boa renda e um pouco excêntrico, que gosta de beber ligeiramente acima da conta, diz a todos que tem um amigo chamado Harvey. No entanto, ninguém consegue ver o tal amigo. Para complicar ele diz que Harvey é um coelho de quase 2 metros de altura.
Elwood explica que Harvey é um Púca, uma criatura mística da mitologia céltica. Toda essa história, porém, leva ao desespero sua irmã Veta e a sobrinha solteirona Myrtle, que moram com ele e não conseguem manter amigos pois todos acham que Elwood é louco. Então a irmã de Elwood tenta interná-lo em um manicômio, mas, ao admitir que as vezes ela própria vê o coelho gigante, acaba sendo confundida com uma doente e é internada enquanto Elwood passa por uma pessoa sã e o médico o deixa ir embora.

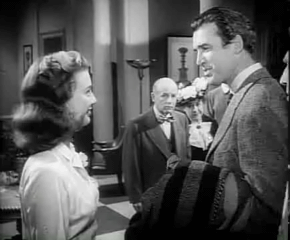
Elwood

Elwood continua com sua amizade com Harvey e com todas as pessoas que encontra na rua ou no bar, até que um dia o Púca encontra outro amigo para acompanhar.

## Elenco principal
- James Stewart.... Elwood P. Dowd
- Josephine Hull.... Veta Louise Simmons
- Peggy Dow.... Miss Kelly
- Charles Drake.... Dr. Lyman Sanderson
- Cecil Kellaway.... Dr. Willie Chumley
- William Lynn.... Juiz Gaffney
- Victoria Horne.... Myrtle Mae Simmons
- Jesse White.... Marvin Wilson
- Wallace Ford.... motorista de táxi

## Prêmios e indicações
- Josephine Hull venceu o Oscar como melho atriz coadjuvante
- James Stewart foi indicado ao Oscar como melhor ator.